# جوسويه
جوسوي (بالبرتغالية: Josué Anunciado de Oliveira)، من مواليد 19 يوليو 1979، لاعب كرة قدم سابق برازيلي.
لعب مع نادي فولفسبورغ الألماني.
بدأ باللعب مع منتخب البرازيل لكرة القدم في عام 2007.

## روابط خارجية
- هذه المقالة غير مرتبط بويكي بيانات